# Franz Tilley
Pour les articles homonymes, voir Tilley.
Franz Tilley, né à Bruxelles 18 août 1872 et décédé à Ixelles 29 juillet 1929, est un architecte belge qui a réalisé quelques immeubles Art nouveau à Bruxelles.

## Biographie
Franz Tilley a reçu sa formation à l'Académie royale des beaux-arts de Bruxelles.
Il a ensuite travaillé avec l'architecte Ernest Delune dans les années 1890 : leurs réalisations étaient d'inspiration néo-classique ou néo-Renaissance flamande
Tilley a conçu plusieurs immeubles de style Art nouveau ou de style éclectique teinté d'Art nouveau.
À partir de 1902, jusqu'à son décès, il a habité à Ixelles dans une maison de style éclectique qu'il avait conçue lui-même, rue Vilain XIIII n° 7.
Il est décédé en 1929, quelques jours après avoir été renversé par un tram.

## Immeubles de style "Art nouveau"
- 1901 : rue Jacques Jordaens, 24
- 1902 : Maison Watteyne, avenue de la Couronne no 206 (Art nouveau géométrique)
- 1903 : rue Jourdan, 153-155 (style éclectique teinté d'Art nouveau)
- 1906 : avenue Molière, 169
- 1907 : Immeuble Tilley[4], rue Franklin, 76-80 (Immeuble de rapport de trois niveaux, à rez-de-chaussée commercial, d'inspiration Art nouveau géométrique)
- 1910 : Grand hôtel du Zoute (Knokke).
- avenue de l'Hippodrome, 56

## Immeubles de style éclectique
- 1891 : rue de la Source, 91-93 (Franz Tilley et Ernest Delune; inspiration néo-Renaissance flamande)
- 1893 : rue de la Vallée, 17
- 1893 : rue de l'Aqueduc, 21 (Franz Tilley et Ernest Delune; inspiration néo-classique)
- 1893 : rue de l'Aqueduc, 42 (Franz Tilley et Ernest Delune; inspiration néo-classique)
- 1893 : rue de l'Aqueduc, 48 (Franz Tilley et Ernest Delune; détruit)
- 1901 & 1902 : avenue de la Couronne 208 & 210
- 1902 : maison personnelle de Franz Tilley, rue Vilain XIIII no 7 (superbe bow-window)
- 1902 & 1903 : rue du Lac, 32 & 34
- 1903 : rue Vilain XIIII, 27
- 1903 : avenue Adolphe Buyl, 25
- 1904 : rue Africaine, 42 (immeuble conçu en 1904 par Franz Tilley mais transformé en style moderniste par l'architecte Philibert en 1929).

## Illustrations

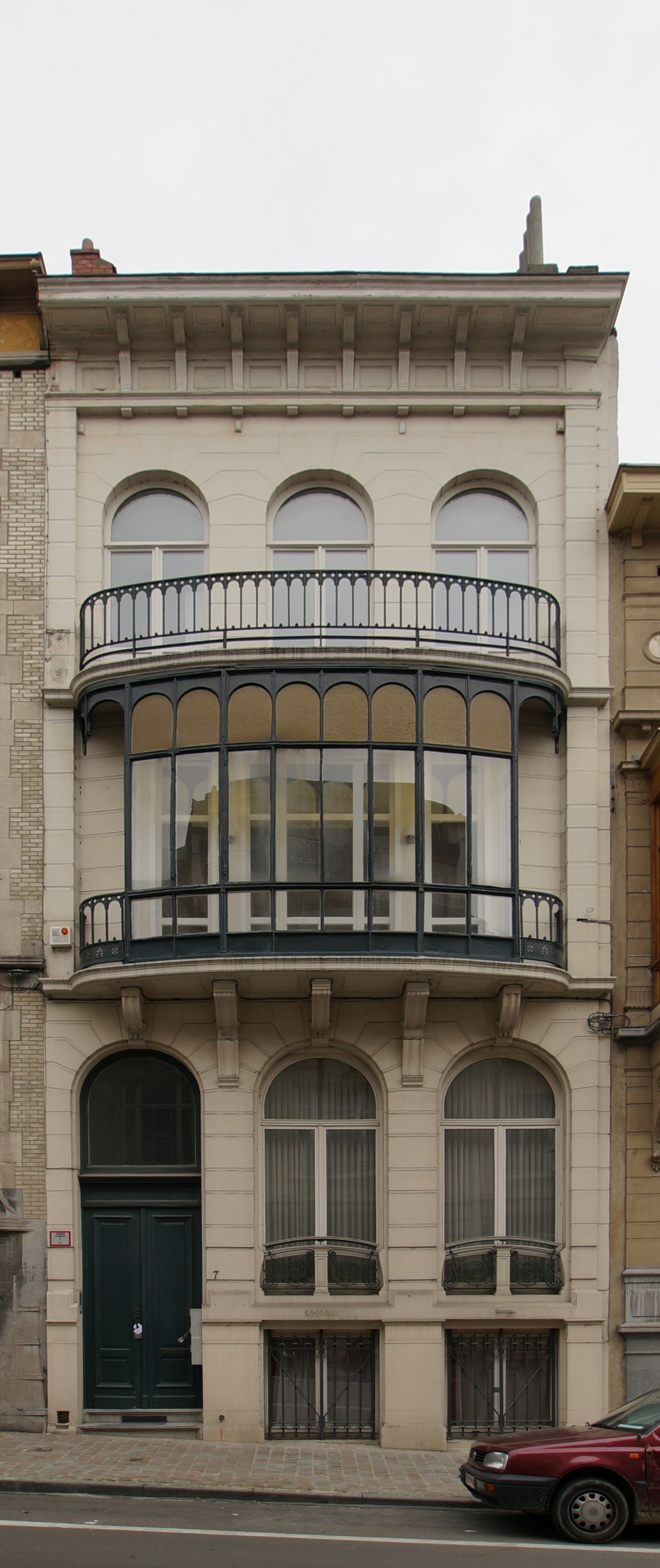
Ixelles, Rue Vilain XIIII 7 Maison personnelle de Franz Tilley (1902).
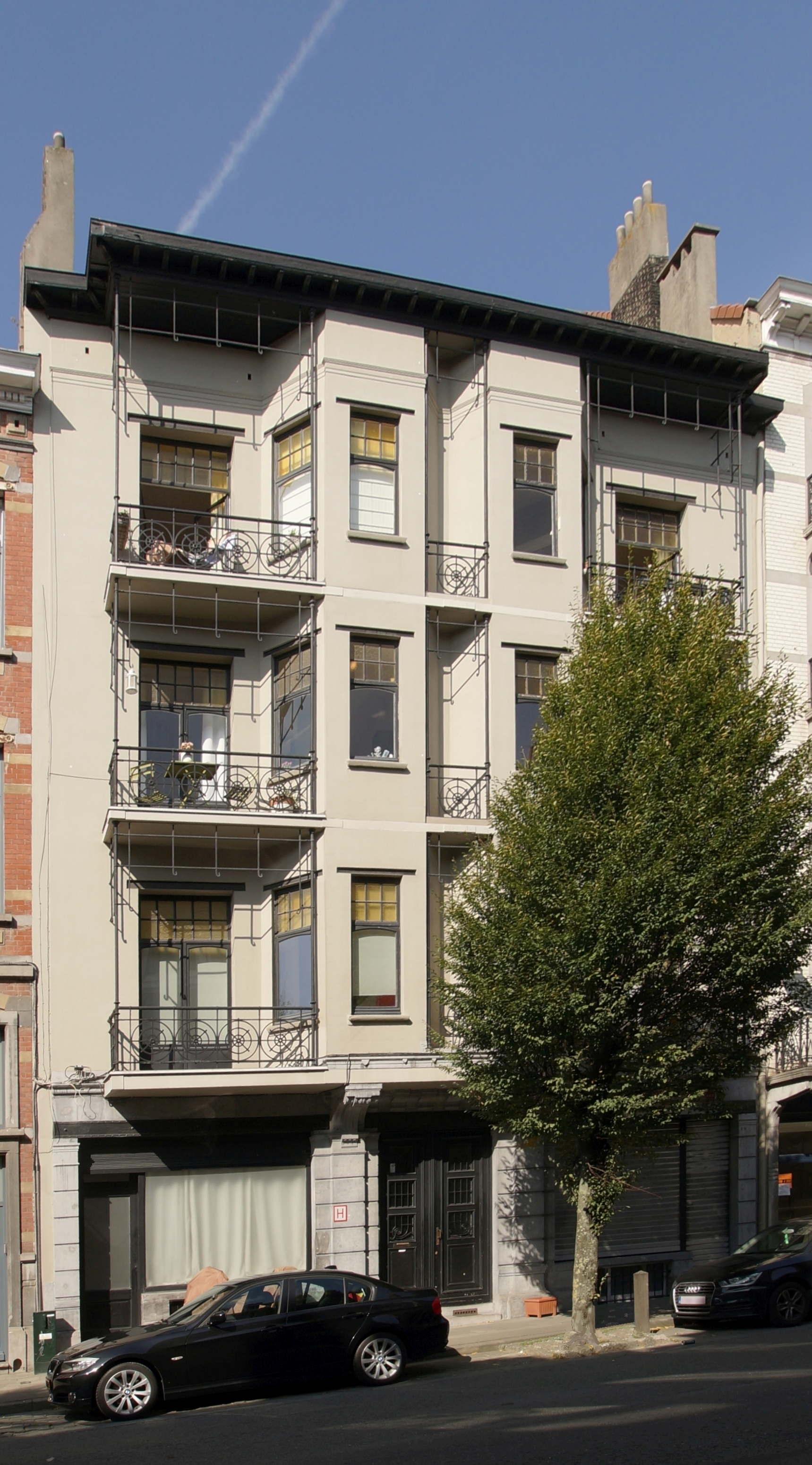
Bruxelles, rue Franklin, 76-80 (Maison de rapport, style éclectique teinté d' Art nouveau géométrique) (1907).
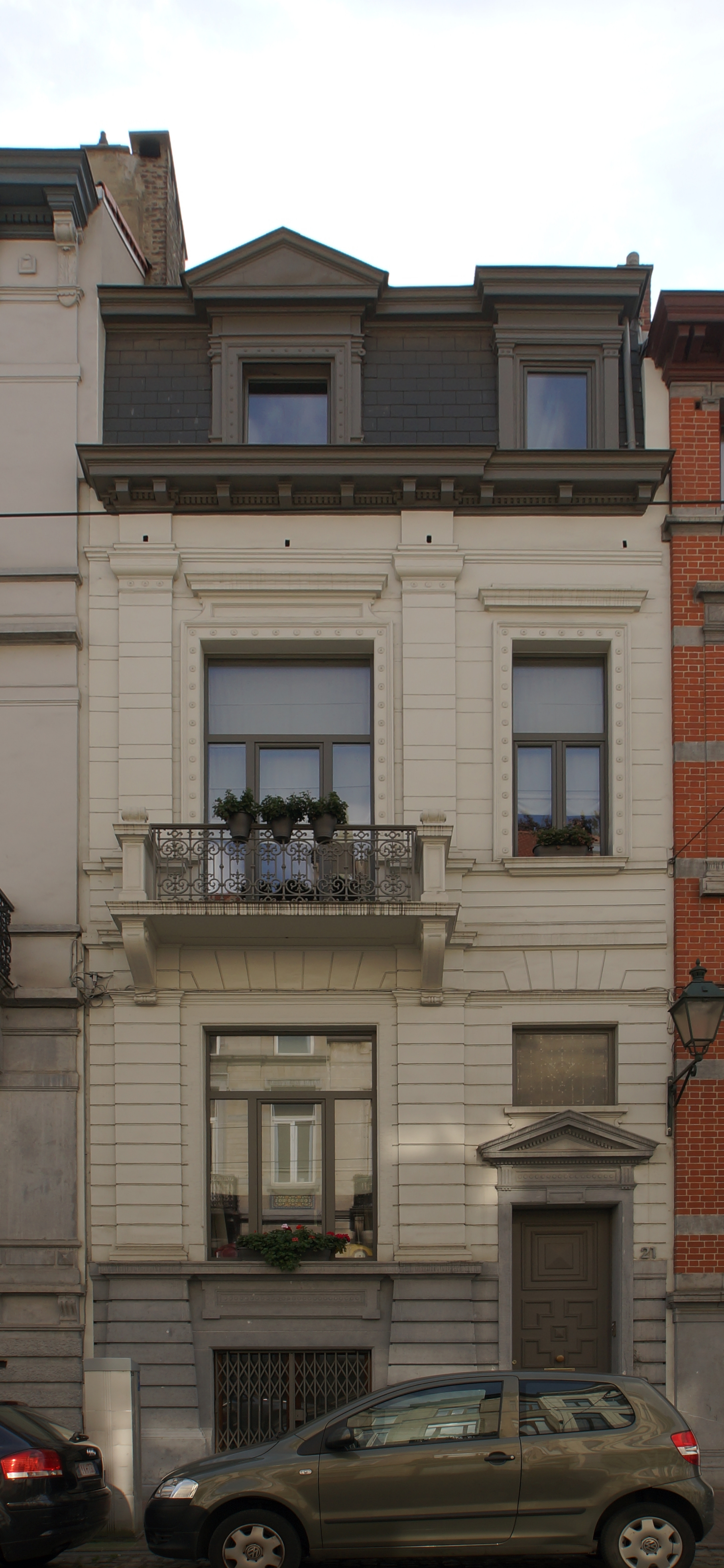
Saint-Gilles, rue de l'Aqueduc, 21 (Style éclectique, inspiration néo-classique) (1893).
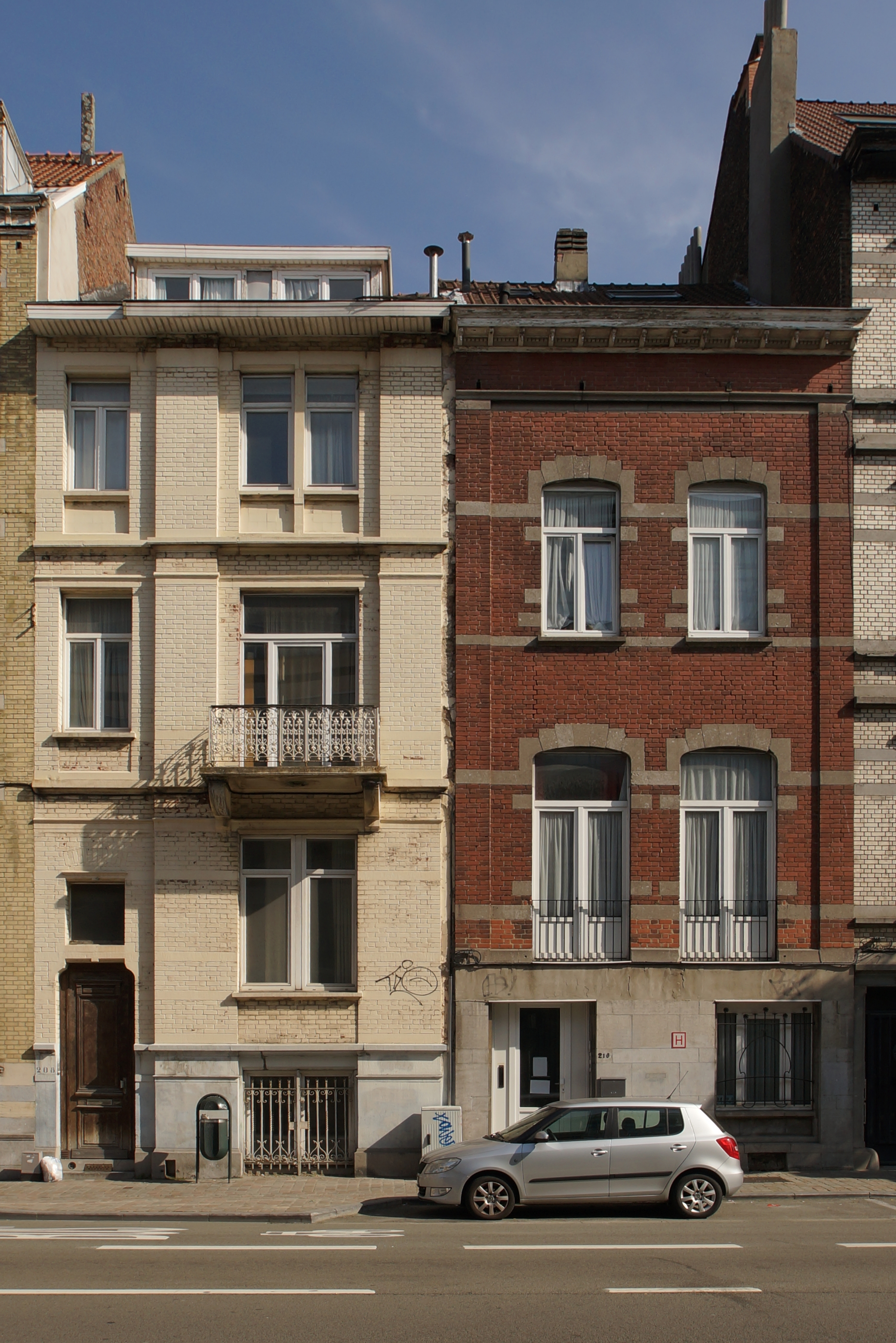
Ixelles, avenue de la Couronne, 208 & 210 (Style éclectique) (1902).